# إيمي أدلر
إيمي أدلر (بالإنجليزية: Amy Adler)‏ هي فنانة أمريكية، ولدت في 1966 في نيويورك في الولايات المتحدة.

## وصلات خارجية
- الموقع الرسمي